# الكرفاب
قرية الكرفاب هي إحدى قرى الولاية الشمالية، محافظة مروي. وتبعد حوالي 50 كلم غرب مدينة كريمة. تقع الكرفاب في الضفة الشمالية لنهر النيل حيث أنه في هذه المنطقة يجري نهر النيل تقريبًا من الشرق إلى الغرب. لكن أهل هذه المناطق يسمون الضفة الشمالية بالشرق، والضفة الجنوبية بالغرب، وذلك لاعتبارهم أن النيل يجري دوماً من الجنوب إلى الشمال.[بحاجة لمصدر] يحد هذه القرية شرقًا قرية الأراك وغربًا البرصة وجنوبًا نهر النيل وشمالًا سلسلة جبال ابن عوف. المسافة بين النهر والجبل مسافة ضيقة لذلك تمتد البيوت في شكل شريط طويل بعد الشريط الزراعي الضيق. تمتد الكرفاب من الشرق إلى الغرب مسافة 6 كيلومترات.
من أهم الموارد لهذه المنطقة هي الزراعة وتربية الماشية. ومن أهم المنتجات الزراعية التمور والقمح والفول.
البيوت في منطقة الكرفاب مبنية من المواد المحلية مثل الطين وبعض التربة اللزجة الموجودة في سفوح الجبال ومعها بعض الحصي.